# The Cops
The Cops é uma série de televisão britânica criada por Jimmy Gardner, Robert Jones e Anita J. Pandolfo, que foi transmitida pela primeira vez na BBC Two em 19 de outubro de 1998. Produzida pela World Productions, a série acompanha a vida dos oficiais que trabalham na Delegacia de Polícia de Christie Road, na cidade fictícia de Stanton, Grande Manchester. O elenco principal é composto por por Katy Cavanagh, Rob Dixon e John Henshaw.
O programa ganhou consecutivamente o BAFTA de melhor série dramática em 1999 e 2000, e foi indicado pela terceira vez em 2001.

## Elenco
- Katy Cavanagh como Mel Draper
- Rob Dixon como Sgt. Edward Giffen
- John Henshaw como Roy Brammell
- Clare McGlinn como Natalie Metcalf
- Steve Jackson como  Mike Thompson
- Jack Mardsen como Danny Rylands
- Danny Seward como Dean Wishaw
- Parvez Qadir como Jaz Shundara
- Steve Garti como Colin Jellicoe
- Mark Chatterton como Ch. Insp. Newland
- David Crellin como Alan Wakefield
- Ken Kitson como Insp. Stowe
- Paulette Williams como Amanda Kennett
- Kitty Simpson como Karen McQuire
- Michael McNally como John Martin
- Sue Cleaver como  Sgt. Standish
- David Prosho as Sgt. Michaelson
- Margaret Blakemore como Cindy
- Mark Benson como Joe Smail